# Dax, Landes
Dax là một xã trong tỉnh Landes, thuộc vùng hành chính Nouvelle-Aquitaine của nước Pháp, có dân số là 19.515 người (thời điểm 1999). Dax là thành phố lớn thứ hai trong tỉnh Landes.

## Khí hậu
| Dữ liệu khí hậu của Dax, Landes (1981–2010) | Dữ liệu khí hậu của Dax, Landes (1981–2010) | Dữ liệu khí hậu của Dax, Landes (1981–2010) | Dữ liệu khí hậu của Dax, Landes (1981–2010) | Dữ liệu khí hậu của Dax, Landes (1981–2010) | Dữ liệu khí hậu của Dax, Landes (1981–2010) | Dữ liệu khí hậu của Dax, Landes (1981–2010) | Dữ liệu khí hậu của Dax, Landes (1981–2010) | Dữ liệu khí hậu của Dax, Landes (1981–2010) | Dữ liệu khí hậu của Dax, Landes (1981–2010) | Dữ liệu khí hậu của Dax, Landes (1981–2010) | Dữ liệu khí hậu của Dax, Landes (1981–2010) | Dữ liệu khí hậu của Dax, Landes (1981–2010) | Dữ liệu khí hậu của Dax, Landes (1981–2010) |
| Tháng                                       | 1                                           | 2                                           | 3                                           | 4                                           | 5                                           | 6                                           | 7                                           | 8                                           | 9                                           | 10                                          | 11                                          | 12                                          | Năm                                         |
| ------------------------------------------- | ------------------------------------------- | ------------------------------------------- | ------------------------------------------- | ------------------------------------------- | ------------------------------------------- | ------------------------------------------- | ------------------------------------------- | ------------------------------------------- | ------------------------------------------- | ------------------------------------------- | ------------------------------------------- | ------------------------------------------- | ------------------------------------------- |
| Cao kỉ lục °C (°F)                          | 22.8 (73.0)                                 | 27.2 (81.0)                                 | 29.9 (85.8)                                 | 32.7 (90.9)                                 | 36.2 (97.2)                                 | 39.1 (102.4)                                | 40.8 (105.4)                                | 41.1 (106.0)                                | 37.0 (98.6)                                 | 34.7 (94.5)                                 | 28.1 (82.6)                                 | 23.9 (75.0)                                 | 41.1 (106.0)                                |
| Trung bình ngày tối đa °C (°F)              | 11.4 (52.5)                                 | 13.1 (55.6)                                 | 16.4 (61.5)                                 | 18.1 (64.6)                                 | 21.7 (71.1)                                 | 24.7 (76.5)                                 | 27.0 (80.6)                                 | 27.2 (81.0)                                 | 25.0 (77.0)                                 | 20.6 (69.1)                                 | 14.8 (58.6)                                 | 11.6 (52.9)                                 | 19.3 (66.7)                                 |
| Tối thiểu trung bình ngày °C (°F)           | 3.0 (37.4)                                  | 3.3 (37.9)                                  | 5.5 (41.9)                                  | 7.5 (45.5)                                  | 11.1 (52.0)                                 | 14.2 (57.6)                                 | 16.1 (61.0)                                 | 16.1 (61.0)                                 | 13.3 (55.9)                                 | 10.4 (50.7)                                 | 6.1 (43.0)                                  | 3.7 (38.7)                                  | 9.2 (48.6)                                  |
| Thấp kỉ lục °C (°F)                         | −16.2 (2.8)                                 | −9.5 (14.9)                                 | −8.3 (17.1)                                 | −1.8 (28.8)                                 | 0.3 (32.5)                                  | 3.8 (38.8)                                  | 3.4 (38.1)                                  | 6.8 (44.2)                                  | 2.2 (36.0)                                  | −1.7 (28.9)                                 | −7.2 (19.0)                                 | −10.2 (13.6)                                | −16.2 (2.8)                                 |
| Lượng Giáng thủy trung bình mm (inches)     | 106.3 (4.19)                                | 95.8 (3.77)                                 | 82.8 (3.26)                                 | 107.5 (4.23)                                | 90.2 (3.55)                                 | 69.8 (2.75)                                 | 57.9 (2.28)                                 | 70.3 (2.77)                                 | 89.6 (3.53)                                 | 117.0 (4.61)                                | 145.7 (5.74)                                | 118.4 (4.66)                                | 1.151,3 (45.33)                             |
| Số ngày giáng thủy trung bình               | 12.4                                        | 10.4                                        | 10.8                                        | 12.9                                        | 12.1                                        | 8.5                                         | 7.6                                         | 8.8                                         | 8.7                                         | 11.4                                        | 12.6                                        | 12.1                                        | 128.4                                       |
| Độ ẩm tương đối trung bình (%)              | 87                                          | 82                                          | 78                                          | 79                                          | 79                                          | 79                                          | 78                                          | 81                                          | 82                                          | 87                                          | 88                                          | 89                                          | 82.4                                        |
| Số giờ nắng trung bình tháng                | 95.1                                        | 108.2                                       | 166.0                                       | 171.2                                       | 196.7                                       | 206.6                                       | 219.7                                       | 212.7                                       | 190.2                                       | 142.2                                       | 93.5                                        | 80.2                                        | 1.882,4                                     |
| Nguồn 1: Météo France                       |                                             |                                             |                                             |                                             |                                             |                                             |                                             |                                             |                                             |                                             |                                             |                                             |                                             |
| Nguồn 2: Infoclimat.fr (độ ẩm, 1961–1990)   |                                             |                                             |                                             |                                             |                                             |                                             |                                             |                                             |                                             |                                             |                                             |                                             |                                             |

## Những người con của thành phố
- Jean Charles Borda, nhà toán học, nhà hàng hải
- Vinzenz của Paul, linh mục, người sáng lập tổ chức Caritas